# Texas Instruments

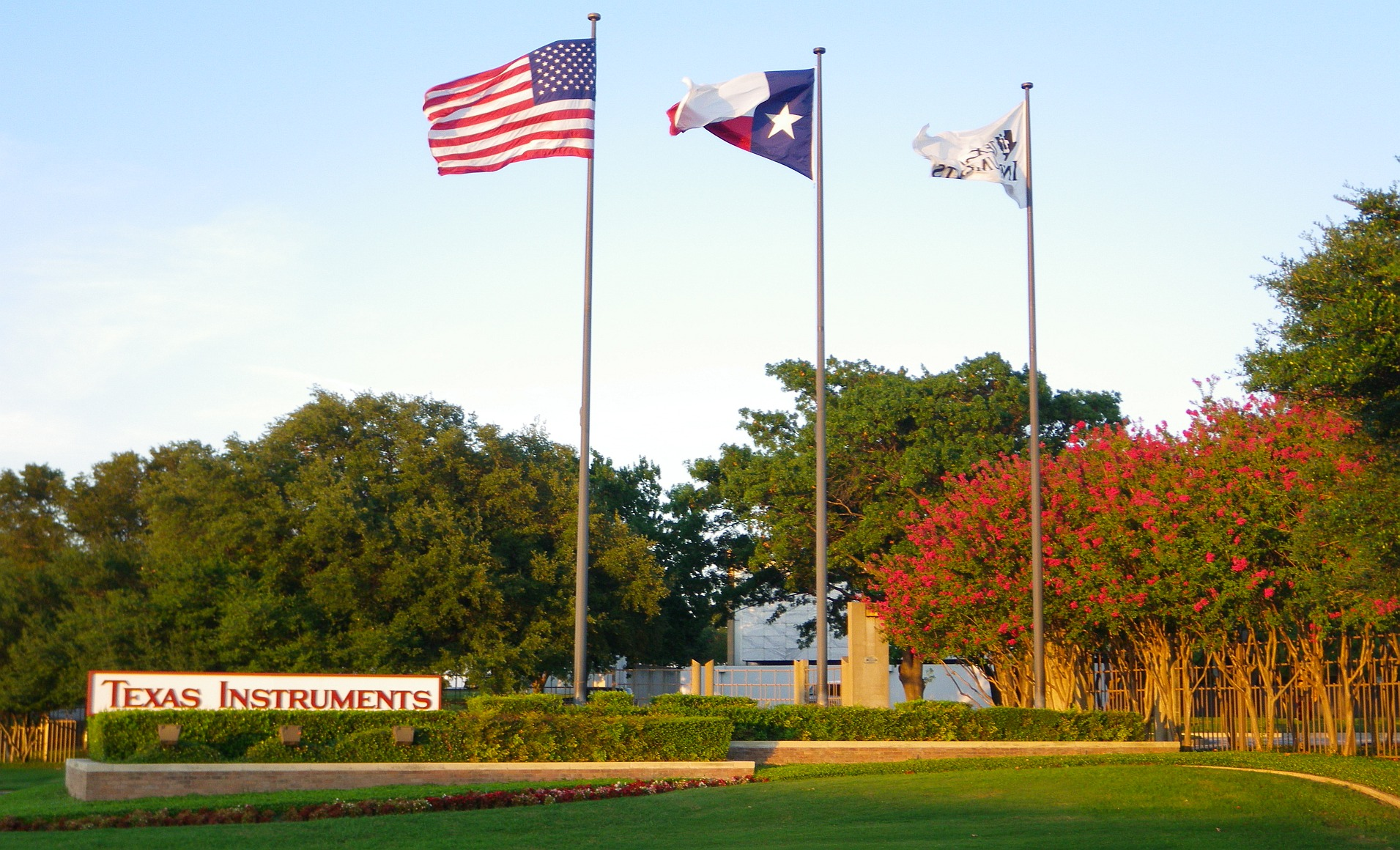
Штаб-квартира в Далласі

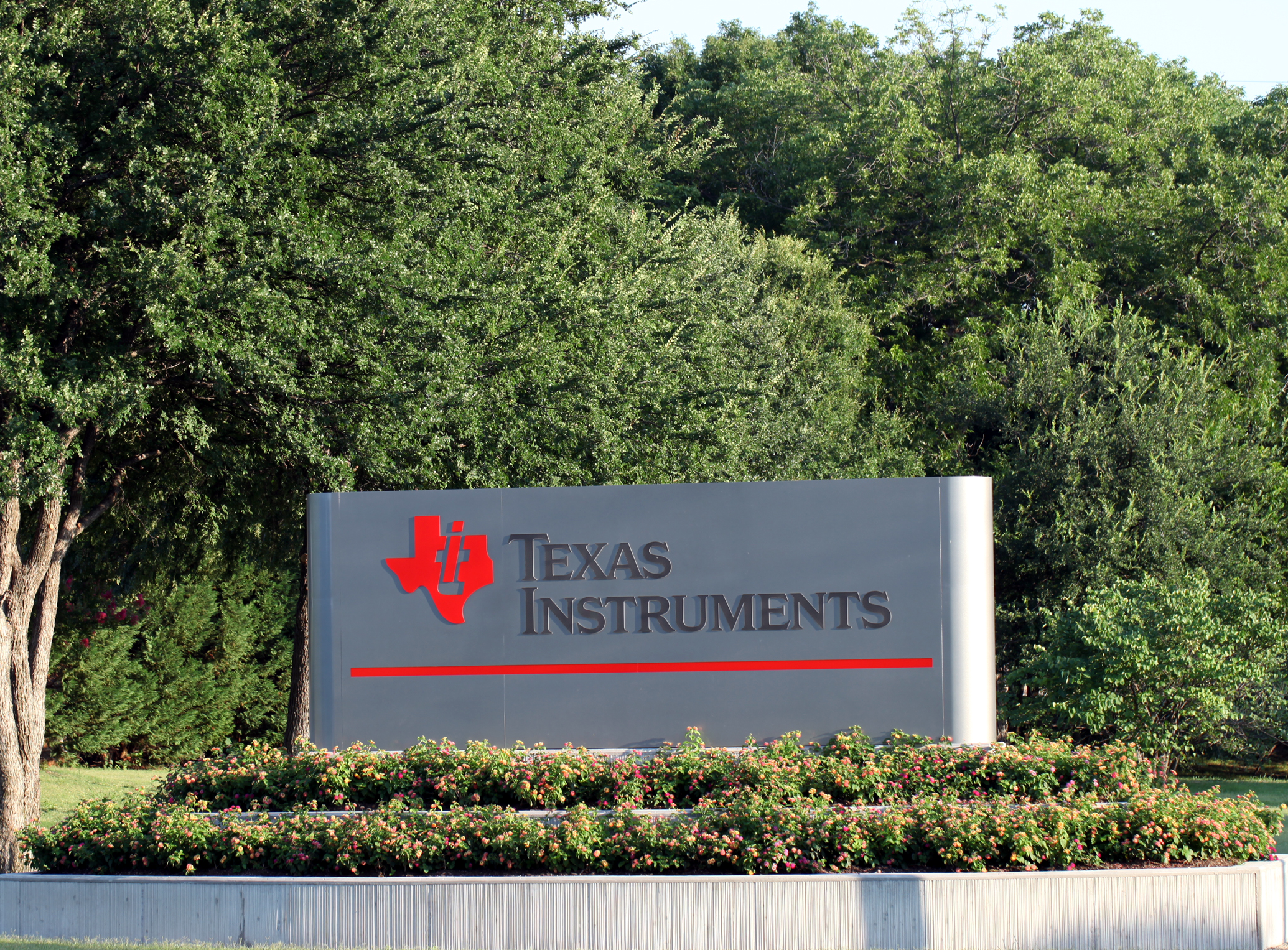
Знак перед підприємством Texas Instruments в Даллас (Техас)

Texas Instruments Incorporated  — американська високотехнологічна компанія, виробляє між іншим напівпровідникові елементи, мікросхеми, електроніку та вироби на їх основі. Розташована у Далласі (штат Техас, США). Компанія є четвертим за розмірами виробником напівпровідників у світі, поступається лише компаніям Intel, Samsung і Toshiba. Займає перше місце у виробництві мікросхем для мобільних пристроїв, а також перше місце серед виробників цифрових сигнальних процесорів (DSP) і аналогових напівпровідників. Також компанія виробляє мікросхеми для широкосмугових модемів, комп'ютерної периферії, побутові електронні пристрої, RFID-мітки.. У 2009 році у компанія зайняла 215 місце у рейтингу Fortune 500.

## Історія
Texas Instruments була заснована Сесілом Гріном, Дж. Еріком Джонссоном, Юджином Макдермоттом та Патріком Хеггерті. 6 грудня 1941 року вони купили «Об'єднану геофізичну службу» (GSI), — одну з найперших компаній, що надавала послуги у сфері сейсмологічної розвідки для нафтовидобувної промисловості. У час Другої світової війни GSI виробляла електроніку для військ зв'язку армії США та ВМС США. Після війни компанія продовжила виробляти електроніку та у 1951 році змінила назву на Texas Instruments, стала самостійним підрозділом нової компанії.
У 1954 розробила свій перший транзисторній радіоприймач. Також у 1950-х співробітник Texas Instruments Джек Кілбі винайшов інтегральні мікросхеми незалежно від Роберта Нойса із Fairchild Semiconductor. Патент, що був виданий Кілбі зареєстрований у 1958 році. Серія мікросхем 7400 транзисторно-транзисторної логіки, розроблена компанією у 1960-ті, робила популярним використання інтегральних мікросхем у логічних схемах комп'ютерів, що є поширеним явищем й зараз.
В 1967 винайшла ручний калькулятор, в 1971 однокристальний комп'ютер та сприяла отриманню патенту на однокристальний мікропроцесор (розроблений співробітником компанії Гарі Бруном). При цьому, Texas Instruments зазвичай віддає належне Intel, що винайшла мікропроцесор одночасно з ними.
Також продовжила виробляти обладнання для сейсмологічної промисловості, а GSI продовжила надавати послуги сейсмічної розвідки. Після продажу та зворотної покупки GSI, Texas Instruments остаточно продала її компанії Halliburton у 1988 році та з цієї миті GSI припинила своє існування як окрема організація.
Зіткнулася з наступними проблемами в галузі проектування та подальшої розробки, що виникли після винаходження напівпровідників та мікропроцесорів.
1. Більшість хімічних сполук, механізмів та технологій, необхідних для розробки напівпровідників, не існувало та компанії була вимушена винайти їх.
2. Ринок збуту для електронних компонентів був дуже малим та компанії прийшлось розробляти приклади їх використання самостійно. Наприклад, Texas Instuments створила перший у світі, вбудований в стіну[джерело?], керований комп'ютером домашній термостат у кінці 1970-х, але ніхто не хотів купувати його через його велику ціну.

Texas Instruments створило підрозділ промислових систем автоматизації, яке займалося виробництвом контролерів та систем керування. Цей підрозділ був проданий у 1991 році компанії Siemens AG, а Texas Instruments відновила виробництво по воєнним та урядовим замовленням і випустила багато електромеханічних пристроїв, що використовувались у космічний програмі «Аполлон» та висадці на Місяць.

### Побутова електроніка і комп'ютери
Texas Instruments була активним гравцем на ринку побутової електроніки у 1970-1980-х роках. В 1978 році Texas Instruments презентувала перший синтезатор мови на однокристальній мікросхемі та випустила на її основі ігровий продукт під назвою «Speak & Spell». На хвилі успіху також були випущені «Speak & Read» и «Speak & Math».
В червні 1979 вийшла на ринок побутових комп'ютерів з моделлю TI-99/4, яка стала конкурентом для Apple II, Tandy/RadioShack TRS-80, а пізніше Atari 400-ї і 800-ї серій, Commodore VIC-20 і Commodore 64.
В 1981 на заміну йому випустили TI-99/4A, що був розвитком попередника та вступив у жорстку цінову конкуренцію з Commodore, Atari та іншими. В 1983 на зимовій виставці побутової електроніки CES компанія показала моделі TI-99/2 и Compact Computer 40 (CC-40), остання з яких призначалася для професійних користувачів. Модель TI Professional (1983) показала, що комп'ютер виробництва Texas Instruments остаточно зайняли своє місце серед багатьох невдалих комп'ютерів на основі процесорів з системою команд x86 та операційною системою MS-DOS, які були несумісні між собою та конкурували з IBM PC. Цікавий факт, що троє засновників компанії Compaq, комп'ютери якої були майже точною копією IBM PC, були колишніми працівниками Texas Instruments.
В 1992 бізнес багатокористувацьких комп'ютерних систем був проданий компанії Hewlett-Packard. Після цього протягом декількох років компанія успішно виробляла та продавала IBM PC-сумісні ноутбуки, поки не відмовилася від цього ринку, та не продала виробничу лінію компанії Acer Computer Company в 1997.

### Воєнна електроніка
Texas Instruments також була присутньою на ринку воєнної електроніки у 1970-1980-х роках, розробляючи та виробляючи бортові радари для літаків та орбітальні сенсорні системи, ракети та бомби з лазерним наведенням. Згодом, у 1997 році компанія продала своє виробництво воєнного призначення.

### Конкуренція
Texas Instruments завжди була серед 10 найбільших компаній з продажу напівпровідникової техніки. За підсумками 2005 року компанія посіла 3 місце, випустивши вперед Intel і Samsung, та залишивши позаду Toshiba і STMicroelectronics.

### Штучний інтелект
У 1980-х роках TI активно працювала в галузі штучного інтелекту. На додаток до постійних розробок в області обробки і розпізнавання мови і сигналів, вона розробила і продала сімейство комп'ютерів Explorer на мові Лісп. Для Explorer був розроблений спеціальний 32-розрядний мікропроцесор Lisp, який використовувався в Explorer II і TI MicroExplorer (машина Lisp на платі NuBus для Apple Macintosh). Прикладне програмне забезпечення зі штучним інтелектом, розроблене TI для Explorer, включало систему призначення виходів на посадку для авіакомпанії United Airlines, описану як "програма штучного інтелекту, яка фіксує сукупний досвід і знання півдюжини експертів United Airlines". Серед програмного забезпечення для ПК було представлено "Персональний консультант" - інструмент розробки експертних систем на основі правил і середовище виконання, а також "Персональний консультант Плюс", написаний мовою Лісп, відомою як Scheme, розробленою в Массачусетському технологічному інституті, і система меню на природній мові NLMenu.

## Сьогодення
Складається з двох основних підрозділів: напівпровідникового та підрозділу навчання та ефективних рішень. Третій підрозділ, датчиків та елементів керування був проданий в 2006 році компанії Bain Capital.

### Підрозділ напівпровідників
Напівпровідникова продукція складає десь 96 % прибутку компанії. Texas Instruments займає лідируючи місця у багатьох сегментах ринку, включаючи цифрові сигнальні процесори серії TMS320, високошвидкісні мікросхеми ЦАП та АЦП, контролери загального використання MSP430, рішення в галузі керування електропостачанням та високопродуктивні аналогові пристрої. Бездротові комунікації зосереджені коло продукції Texas Instruments: майже половина усіх стільникових телефонів містять мікросхеми виробництва компанії. Texas Instruments також виробляє іншу напівпровідникову продукцію — від спеціалізованих мікросхем до мікроконтролерів.

#### Підрозділ продуктів на замовлення
Підрозділ продуктів на замовлення (Application Specific Products) розробляє платформи для масових ринків, в яких широко використовуються DSP. Наприклад, цифрові камери, DSL-модеми, кабельні модеми, Voice over IP (VoIP), потокове відео та аудіо, стиску та розпізнавання мови, бездротові ЛВМ та RFID-пристрої.

#### DLP
Texas Instruments не має конкурентів на ринку мікродзеркальних цифрових процесорів обробки світла, що використовуються у проекторах та на телебаченні.

#### Цифрові сигнальні процесори (DSP)
Texas Instruments виробляє багато цифрових сигнальних процесорі та набір інструментів під назвою eXpressDSP, за допомогою якого створюють програми для цих мікросхем.

### Освітні технології
Texas Instruments відома випуском популярних серій електронних калькуляторів (наприклад, TI-30). Компанія також розробляла графічні калькулятори, з яких найвідоміший — TI-83 Plus та моделі на його основі.

### Спільнота користувачів калькуляторів Texas Instruments
В 1990-х, після випуску графічних калькуляторів, у деяких студентських колах стало популярним програмування на них. Серія калькуляторів TI-8x постачалася з вбудованим інтерпретатором Basic, за допомогою якого можна було створювати нескладні програми. TI-85 став першим калькулятором від Texas Instruments, що дозволяв програмувати на Асемблері (через оболонку від назвою «ZShell»). Якщо ранні програми для калькуляторів, написані на Basic були відносно простими, то сучасні програми на Асемблері можуть суперничати з подібними до GameBoy або КПК.
Приблизно у той же час коли були написані перші програми, стали популярними персональні вебсторінки (на таких сервісах, як Angelfire і GeoCities), та програмісти почали створювати сайти для розміщення своїх робіт, разом з навчальними матеріалами та іншою інформацією, що мала відношення до калькуляторів. Це послужило початок для створення кільця сайтів, присвячених калькуляторам Texas Instruments, і формуванню декількох великих спільнот, наприклад, вже неіснуючого TI-Files, та активного ticalc.org [Архівовано 11 травня 2022 у Wayback Machine.]. Ticalc.org зараз є найавторитетнішим джерелом інформації щодо програмування на калькуляторах TI. На сайті можна знайти тисячі додатків (ігри, навчальні програми, прості робочі середи), посібники з програмування, новини о калькуляторах, форуми та багато іншого.

### Признання
У 2007 році Texas Instrument отримала нагороду Manufacturer of the Year for Global Supply Chain Excellence від журналу World Trade.

### Придбання
- 1997 — Amati Communications, $395 млн[27]
- 1998 — GO DSP[28]
- 1999 — Telogy Networks, $457 млн[29]
- 2000 — Burr-Brown Corporation, $7,6 млрд[30]
- 2006 — Chipcon, $200 млн[31]
- 2009 — CICLON Semiconductor,[32]
- 2009 — Luminary Micro,[33]
- 2011 — National Semiconductor, $6,5 млрд[34][35]

## Керівництво компанії
- Річард Темплтон (Richard K. Templeton)[36]
- Девід Борен (David L. Boren)[36]
- Девід Гуді (David R. Goode)[36]
- Рут Сіммонс (Ruth J. Simmons)[36]
- Крістіна Тодд Уітмен (Christine Todd Whitman)[36]